# Danica Patrick
Danica Sue Patrick (* 25. März 1982 in Beloit, Wisconsin, Vereinigte Staaten) ist eine ehemalige US-amerikanische Automobilrennfahrerin. 
Patrick begann ihre Motorsportkarriere in kleineren Rennserien, bevor sie von 2005 bis 2011 in der IndyCar Series fuhr. Am 20. April 2008 gewann sie als erste Frau überhaupt ein Rennen der IndyCar Series in Motegi und trat von 2007 bis 2011 für Andretti Autosport an. 2012 wechselte sie in die NASCAR und ging dort bis 2017 vollzeit im Sprint Cup an den Start. 2018 beendete sie ihre aktive Fahrerkarriere.

## Karriere

### Anfänge im Motorsport (1993–2004)
Wie viele andere Motorsportler begann Patrick ihre Karriere im Kartsport, in dem sie von 1993 bis 1998 aktiv war. 1998 gab sie in der Winterserie der britischen Formel Vauxhall ihr Debüt im Formelsport. Anschließend fuhr sie in der regulären Formel Vauxhall und wurde Neunte in der Gesamtwertung. In den nächsten zwei Jahren fuhr sie in der britischen Formel Ford und belegte 2000 den 19. und 2001 den 25. Gesamtrang. Erfolgreicher war sie beim britischen Formel Ford Festival, das sie 2000 hinter ihrem Teamkollegen Anthony Davidson auf dem zweiten Platz beendete. Damit erreichte sie die beste Platzierung, die ein US-Amerikaner jemals bei diesem Rennen erzielt hatte.
2002 kehrte Patrick in die Vereinigten Staaten zurück und startete bei einigen Rennen der Barber Dodge Pro Series, die sie auf dem 13. Gesamtrang beendete. 2003 wechselte sie zum Team Rahal in die Formel Atlantic. Sie stand zweimal auf dem Podest und belegte am Saisonende den sechsten Platz in der Fahrerwertung. 2004 bestritt sie für Rahal ihre zweite Saison in der Formel Atlantic und verbesserte sich mit drei Podest-Platzierungen auf den dritten Gesamtrang. Patrick war in beiden Saisons stärker als ihre jeweiligen Teamkollegen, allerdings konnte sie kein Rennen für sich entscheiden.

### IndyCar Series (2005–2011)

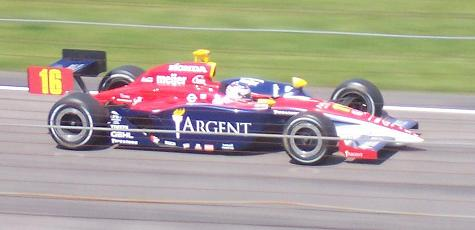
Patrick beim Indy 500 2006

2005 wechselte Patrick in die IndyCar Series und blieb bei ihrem Team, das in dieser Serie Rahal Letterman Racing hieß. Am erfolgreichsten verlief es für sie beim Indy 500. Sie war erst die vierte Frau, die sich für das prestigeträchtige Rennen überhaupt qualifizieren konnte. Außerdem erreichte sie auf Anhieb weitere Rekorde: Sie erzielte die beste Startposition (4) und das beste Endergebnis (4), das jemals von einer Frau erzielt wurde. Außerdem war sie die erste Frau, die das Rennen angeführt hatte. Zwar musste sie sich am Saisonende ihrem Teamkollegen Vítor Meira geschlagen geben, dafür war sie aber besser als ihr zweiter Teamkollege Buddy Rice, der im Vorjahr das Indy 500 gewonnen hatte, und belegte den zwölften Gesamtrang. Außerdem erzielte sie dreimal die Pole-Position und war bester Neueinsteiger der Saison. 2006 bestritt sie ihre zweite IndyCar-Series-Saison für Rahal Letterman Racing. Nachdem ihr Teamkollege Paul Dana beim Training zum ersten Rennen tödlich verunglückt war, ließ sie den Saisonauftakt aus. Am Saisonende belegte sie den neunten Gesamtrang und lag erneut vor Rice, der abermals ihr Teamkollege war. Wie im Vorjahr waren vierte Plätze ihre besten Platzierungen.

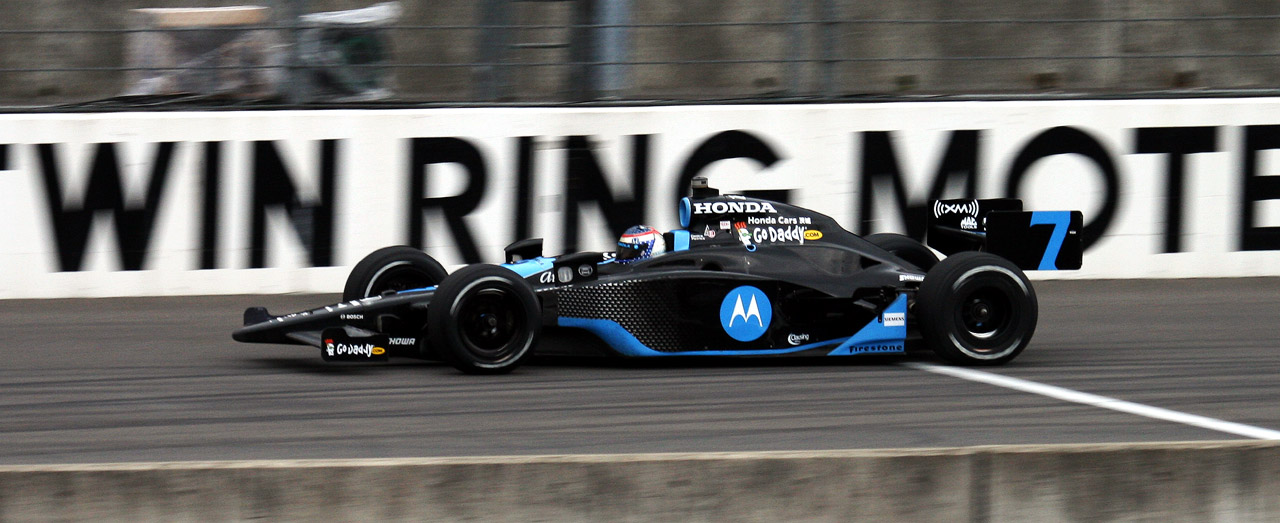
Patrick gewann in Motegi 2008 ihr erstes IndyCar-Rennen

2007 wechselte sie zu Andretti Green Racing. Nachdem sie bereits zweimal Dritte geworden war, erreichte sie beim zweitletzten Rennen den zweiten Platz. In der Gesamtwertung belegte sie den siebten Gesamtrang mit deutlichem Rückstand auf ihren Teamkollegen Dario Franchitti, der die Meisterschaft gewonnen hatte, und Tony Kanaan. 2008 blieb sie bei Andretti Green Racing. Nachdem sie mit zwei Platzierungen unter den ersten zehn Piloten in die Saison gestartet war, gewann sie in Motegi ihr erstes Rennen im Formelsport überhaupt. Dabei übernahm sie die Führung nach einem Überholmanöver gegen Hélio Castroneves erst kurz vor Schluss. Mit ihrem Sieg wurde sie zur ersten Frau, die ein IndyCar-Rennen für sich entscheiden konnte. Im weiteren Saisonverlauf fuhr sie weitere Male unter die besten zehn Piloten und belegte schließlich den sechsten Gesamtrang.

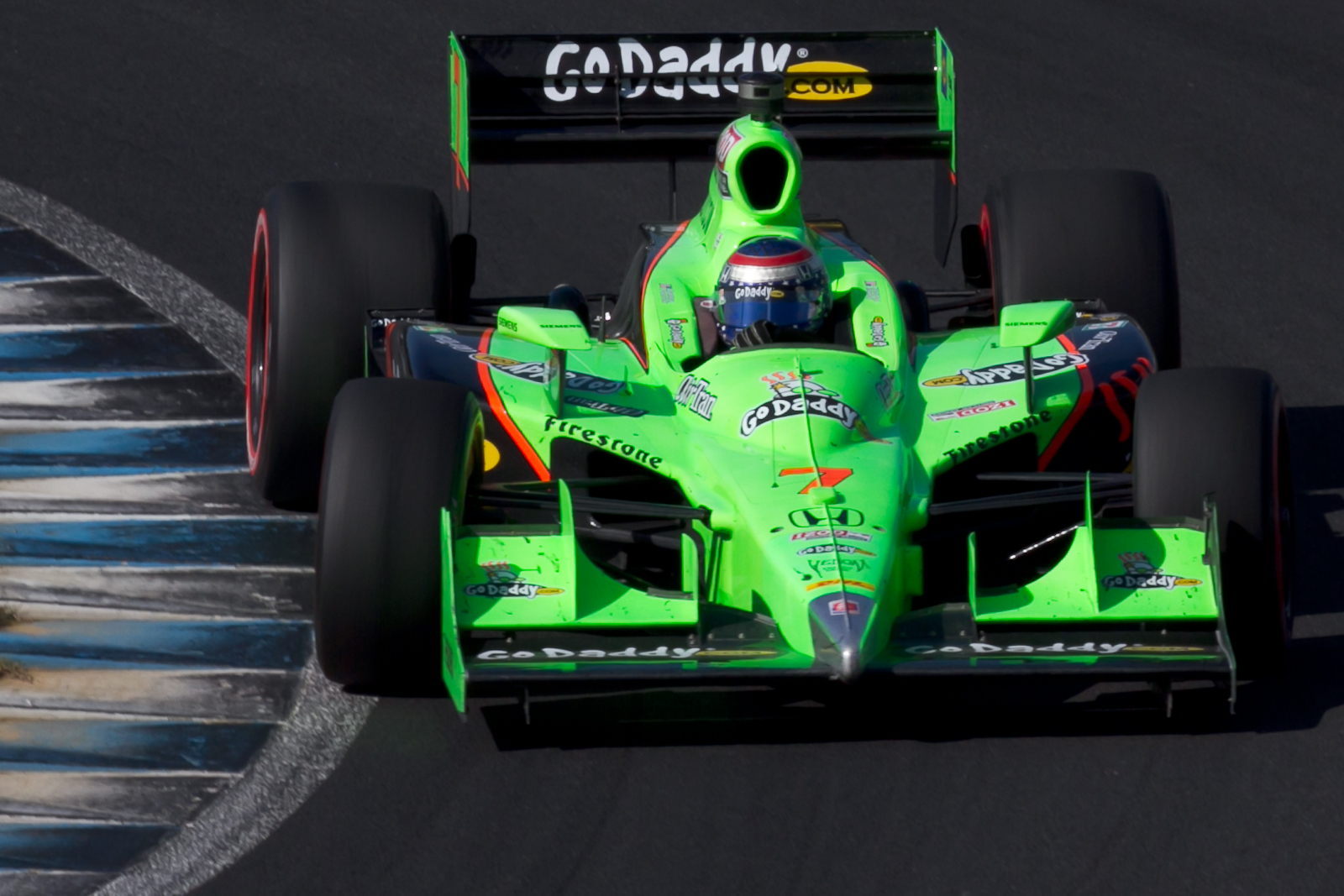
Patrick in Motegi 2011

2009 fuhr Patrick erneut in der IndyCar Series und blieb bei Andretti Green Racing. Ihr bestes Resultat erzielte sie in diesem Jahr beim Indy 500, das sie als Dritte beendete. Am Saisonende belegte sie als beste Pilotin ihres Teams den fünften Gesamtrang. 2010 bestritt Patrick ihre sechste IndyCar-Saison und blieb bei ihrem Team, das sich inzwischen in Andretti Autosport umbenannt hatte. Nach einem schwachen Saisonstart auf den Rundkursen steigerte sie sich auf den Ovalen und wurde, nachdem sie das Indianapolis 500 auf dem sechsten Platz beendet hatte, Zweite in Fort Worth. Beim Saisonfinale in Homestead kämpfte sie in den letzten Runden gegen ihren Teamkollegen Kanaan um den zweiten Platz und entschied das Duell für sich. Am Saisonende belegte sie hinter drei ihrer Teamkollegen den zehnten Platz in der Gesamtwertung. Außerdem nahm sie an 13 Rennen der NASCAR Nationwide Series teil. Sie kam nie in den Top 10 ins Ziel und beendete die Saison als 43. 2011 blieb Patrick bei Andretti Autosport in der IndyCar Series. Nachdem sie in den ersten vier Rennen auf Straßenkursen nur einmal unter die ersten zehn Piloten gekommen war, erreichte sie bei den nächsten fünf Ovalrennen vier Mal eine Top-10-Platzierung. Ihre beste Platzierung war ein fünfter Platz in West Allis. Die Saison schloss sie auf dem zehnten Rang ab. Darüber hinaus nahm sie für JR Motorsports erneut an einigen Rennen der NASCAR Nationwide Series teil. Mit einem vierten Platz als bestem Ergebnis lag sie auf dem 26. Platz in der Meisterschaft.

### NASCAR (von 2012 bis 2018)

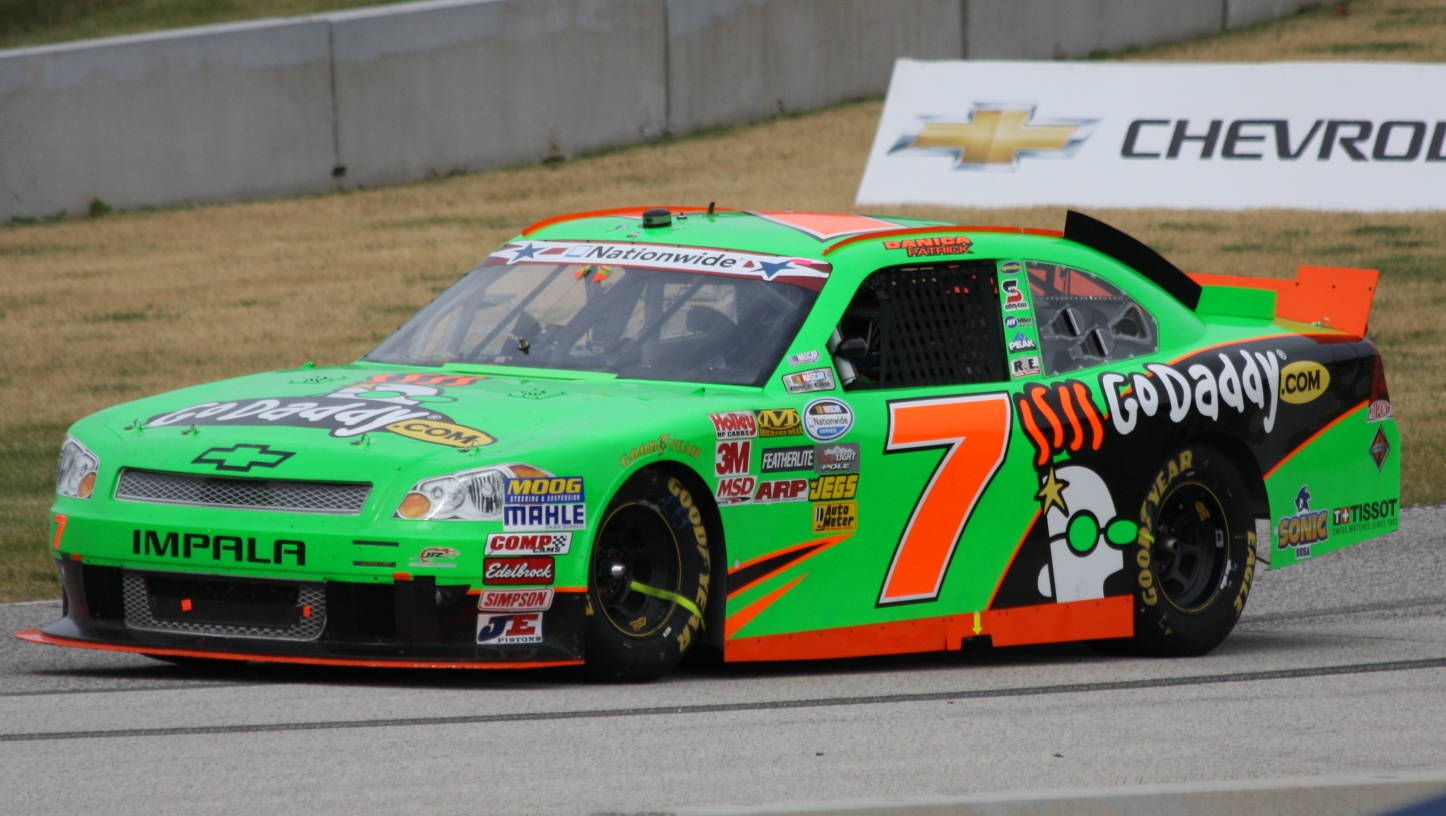
Patrick in der NASCAR Nationwide Series 2012

2012 verließ Patrick die IndyCar Series und ging komplett in der NASCAR Nationwide Series für JR Motorsports an den Start. Patrick erzielte eine Pole-Position und wurde mit einem achten Platz als bestem Einzelresultat Gesamtzehnte. Darüber hinaus nahm Patrick 2012 an zehn Rennen des NASCAR Sprint Cup, der höchsten NASCAR-Division, für Stewart Haas Racing teil. Sie war in dieser Serie nicht punkteberechtigt. Ein 17. Platz war ihre beste Platzierung. 2013 entschied sich Patrick für einen Aufstieg in den NASCAR Sprint Cup, in dem sie bei Stewart Haas Racing ein Vollzeitcockpit erhielt. Beim Saisonauftakt, dem Daytona 500, gelang es Patrick als erster Frau überhaupt, die Pole-Position in einem Sprint-Cup-Rennen herauszufahren. Im Rennen gelang ihr mit einem achten Platz ihre beste Saisonplatzierung. In der Meisterschaft erreichte sie den 27. Platz. Darüber hinaus nahm Patrick 2013 für Turner Scott Motorsports an zwei Rennen der Nationwide Series teil. Dort war sie nicht punkteberechtigt.
2014 blieb Patrick bei Stewart Haas Racing im Sprint Cup. Mit einem sechsten Platz als bestem Ergebnis schloss sie die Saison auf dem 28. Gesamtrang ab. Ihr Teamkollege Kevin Harvick gewann in diesem Jahr die Gesamtwertung. Darüber hinaus fuhr Patrick 2014 ein Rennen für Turner Scott Motorsports in der Nationwide Series. 2015 absolvierte Patrick ihre dritte vollständige Sprint-Cup-Saison für Stewart Haas Racing. Nach Abschluss der Saison belegte sie den 24. Platz in der Fahrerwertung.

### Karriereende
2018 bestritt sie keine volle Saison mehr, sondern fuhr zwei Abschiedsrennen in der NASCAR- und IndyCar-Serie. Am 18. Februar 2018 fuhr Danica Patrick mit dem Daytona 500 ihr letztes NASCAR-Rennen. In Runde 102 wurde sie dabei in einen Unfall verwickelt und schied aus. Ihr letztes IndyCar-Rennen bestritt sie beim Indy 500 im dritten Fahrzeug von Ed Carpenter Racing. Dort schied sie nach einem Fahrfehler in Runde 68 aus.

## Persönliches

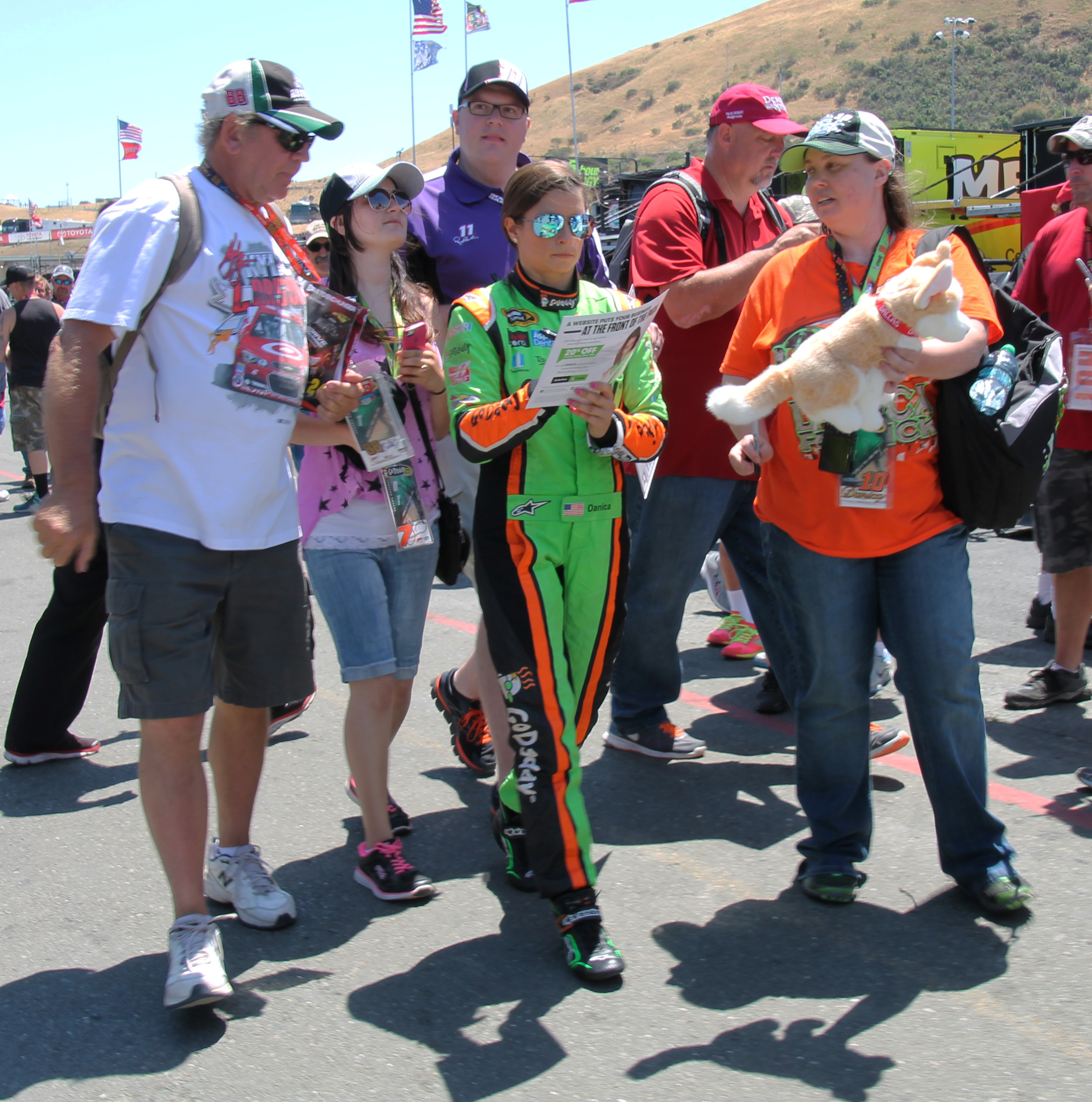
Danica Patrick, 2015

Danica Patrick wiegt bei einer Körpergröße von 1,57 m nur 45 kg. Das relativ niedrige Körpergewicht wurde mehrmals unter dem Aspekt eines Vorteils diskutiert. Patrick war von 2005 bis 2013 mit Paul Hospenthal verheiratet. Von November 2012 bis Dezember 2017 war Patrick mit ihrem NASCAR-Kollegen Ricky Stenhouse jr. liiert.
Ab Januar 2018 war sie mit Aaron Rodgers liiert. Im Juli 2020 gab das Paar jedoch die Trennung bekannt.

## Sonstiges
Patrick spielte 2010 in einer Gastrolle in der Fernsehserie CSI: NY mit.
Im Videospiel Sonic & All-Stars Racing Transformed kann sie als Pilotin ausgewählt werden.
Patrick gewann 2012 und 2013 bei den Nickelodeon Kids’ Choice Awards in der Kategorie Lieblings-Athletin.
2019 war Patrick Rennanalystin bei der Liveübertragung des Indy 500 bei NBC. Im gleichen Jahr hatte sie einen Cameo-Auftritt im Film 3 Engel für Charlie.

## Statistik

### Karrierestationen
| - 1993–1998: Kartsport - 1999: Britische Formel Vauxhall (Platz 9) - 2000: Britische Formel Ford (Platz 19) - 2001: Britische Formel Ford (Platz 25) - 2002: Barber Dodge Pro Series (Platz 13) - 2003: Formel Atlantic (Platz 6) - 2004: Formel Atlantic (Platz 3) - 2005: IndyCar Series (Platz 12) - 2006: IndyCar Series (Platz 9) | - 2007: IndyCar Series (Platz 7) - 2008: IndyCar Series (Platz 6) - 2009: IndyCar Series (Platz 5) - 2010: IndyCar Series (Platz 10) - 2010: NASCAR Nationwide Series (Platz 43) - 2011: IndyCar Series (Platz 10) - 2011: NASCAR Nationwide Series (Platz 26) - 2012: NASCAR Sprint Cup (Platz 62) - 2012: NASCAR Nationwide Series (Platz 10) | - 2013: NASCAR Sprint Cup (Platz 27) - 2013: NASCAR Nationwide Series (Platz 128) - 2014: NASCAR Sprint Cup (Platz 28) - 2014: NASCAR Nationwide Series (Platz 108) - 2015: NASCAR Sprint Cup (Platz 24) - 2016: NASCAR Sprint Cup (Platz 23) - 2017: Monster Energy NASCAR Cup (Platz 28) - 2018: Monster Energy NASCAR Cup (Platz 47) - 2018: IndyCar Series (Platz 38) |

### Einzelergebnisse in der IndyCar Series
| Jahr | Team                   | 1   | 2   | 3   | 4    | 5    | 6    | 7   | 8   | 9   | 10  | 11  | 12  | 13  | 14  | 15  | 16  | 17  | 18  | 19  | Punkte | Rang |
| ---- | ---------------------- | --- | --- | --- | ---- | ---- | ---- | --- | --- | --- | --- | --- | --- | --- | --- | --- | --- | --- | --- | --- | ------ | ---- |
| 2005 | Rahal Letterman Racing | HMS | PHX | STP | MOT  | INDY | TXS  | RIR | KAN | NSH | MIL | MIS | KTY | PPI | SNM | CHI | WGL | FON |     |     | 325    | 12.  |
| 2005 | Rahal Letterman Racing | 15  | 15  | 12  | 4    | 4    | 13   | 10  | 9   | 7   | 19  | 20  | 16  | 8   | 20  | 6   | 16  | 18  |     |     | 325    | 12.  |
| 2006 | Rahal Letterman Racing | HMS | STP | MOT | INDY | WGL  | TXS  | RIR | KAN | NSH | MIL | MIS | KTY | SNM | CHI |     |     |     |     |     | 302    | 9.   |
| 2006 | Rahal Letterman Racing | WD  | 6   | 8   | 8    | 8    | 12   | 15  | 11  | 4   | 4   | 17  | 8   | 8   | 12  |     |     |     |     |     | 302    | 9.   |
| 2007 | Andretti Green Racing  | HMS | STP | MOT | KAN  | INDY | MIL  | TXS | IOW | RIR | WGL | NSH | MDO | MIS | KTY | SNM | DET | CHI |     |     | 424    | 7.   |
| 2007 | Andretti Green Racing  | 14  | 8   | 11  | 7    | 8    | 8    | 3   | 13  | 6   | 11  | 3   | 5   | 7   | 16  | 6   | 2   | 11  |     |     | 424    | 7.   |
| 2008 | Andretti Green Racing  | HMS | STP | MOT | LBH  | KAN  | INDY | MIL | TXS | IOW | RIR | WGL | NSH | MDO | EDM | KTY | SNM | DET | CHI | SRF | 379    | 6.   |
| 2008 | Andretti Green Racing  | 6   | 10  | 1   |      | 19   | 22   | 9   | 10  | 6   | 6   | 14  | 5   | 12  | 18  | 11  | 5   | 16  | 10  | 18  | 379    | 6.   |
| 2009 | Andretti Green Racing  | STP | LBH | KAN | INDY | MIL  | TXS  | IOW | RIR | WGL | TOR | EDM | KTY | MDO | SNM | CHI | MOT | HMS |     |     | 393    | 5.   |
| 2009 | Andretti Green Racing  | 19  | 4   | 5   | 3    | 5    | 6    | 9   | 5   | 11  | 6   | 11  | 8   | 19  | 16  | 12  | 6   | 19  |     |     | 393    | 5.   |
| 2010 | Andretti Autosport     | SAO | STP | ALA | LBH  | KAN  | INDY | TXS | IOW | WGL | TOR | EDM | MDO | SNM | CHI | KTY | MOT | HMS |     |     | 367    | 10.  |
| 2010 | Andretti Autosport     | 15  | 7   | 19  | 16   | 11   | 6    | 2   | 10  | 20  | 6   | 15  | 21  | 16  | 14  | 9   | 5   | 2   |     |     | 367    | 10.  |
| 2011 | Andretti Autosport     | STP | ALA | LBH | SAO  | INDY | TXS  | TXS | MIL | IOW | TOR | EDM | MDO | NHA | SNM | BAL | MOT | KTY | LSV |     | 314    | 10.  |
| 2011 | Andretti Autosport     | 12  | 17  | 7   | 23   | 10   | 16   | 8   | 5   | 10  | 19  | 9   | 21  | 6   | 21  | 6   | 11  | 10  | C   |     | 314    | 10.  |
| 2018 | Ed Carpenter Racing    | STP | PHO | LBH | ALA  | IMS  | INDY | DET | DET | TXS | ROA | IOW | TOR | MDO | POC | STL | POR | SNM |     |     | 13     | 38.  |
| 2018 | Ed Carpenter Racing    |     |     |     | 307  |      |      |     |     |     |     |     |     |     |     |     |     |     |     |     | 13     | 38.  |

| Farbe      | Bedeutung                                          |
| ---------- | -------------------------------------------------- |
| Gold       | Sieger                                             |
| Silber     | 2. Platz                                           |
| Bronze     | 3. Platz                                           |
| Grün       | 4. und 5. Platz                                    |
| Hellblau   | 6. bis 10. Platz                                   |
| Dunkelblau | Rennen beendet (außerhalb der ersten zehn Piloten) |
| Violett    | Rennen nicht beendet                               |
| Rot        | nicht qualifiziert (DNQ)                           |
| Schwarz    | disqualifiziert (DSQ)                              |
| Weiß       | nicht am Start (DNS)                               |
| Weiß       | zurückgezogen (WD)                                 |
| Weiß       | Rennen abgesagt (C)                                |
| Blanko     | nicht teilgenommen                                 |
| Blanko     | nicht erschienen (DNA)                             |
| Blanko     | verletzt oder krank (INJ)                          |
| Blanko     | ausgeschlossen (EX)                                |

1. ↑  Fand am selben Tag wie der Toyota Grand Prix of Long Beach statt.
2. ↑  Fand am selben Tag wie der Indy Japan 300 statt.
3. ↑  Es wurden keine Punkte vergeben.

## Werke
- Danica Patrick, Laura Morton: Danica – Crossing the Line. Simon & Schuster, New York 2006, ISBN 978-0-7432-9814-8.